# Sydamerikanska mästerskapet i fotboll 1924
Sydamerikanska mästerskapet i fotboll 1924 spelades i Montevideo, Uruguay 12 oktober-2 november 1924. 
CONMEBOL bad Paraguays fotbollsförbund att anordna tävlingen, men man tackade nej på grund av brister i infrastrukturen för ett sådant evenemang. Däremot anordnade Paraguays fotbollsförbund turneringen, som spelades i Uruguay som en hyllning till Uruguays landslag som blivit olympiska guldmedaljörer 1924.
Deltog gjorde Argentina, Chile, Paraguay och Uruguay. Brasilien drog sig ur.

## Matcher
Lagen spelade i en serie där alla mötte alla, där vinst gav två poäng, oavgjort en och förlust noll.
| Lag       | S | V | O | F | GM | IM | MS | P |
| --------- | - | - | - | - | -- | -- | -- | - |
| Uruguay   | 3 | 2 | 1 | 0 | 8  | 1  | +7 | 5 |
| Argentina | 3 | 1 | 2 | 0 | 2  | 0  | +2 | 4 |
| Paraguay  | 3 | 1 | 1 | 1 | 4  | 4  | 0  | 3 |
| Chile     | 3 | 0 | 0 | 3 | 1  | 10 | −9 | 0 |

|  | 12 oktober 1924 | Argentina | 0 – 0 | Paraguay | Parque Central, Montevideo                    |  |
|  |                 |           |       |          | Publik: 12 000 Domare: Angel Minoli (Uruguay) |  |
|  |                 |           |       |          |                                               |  |
|  |                 |           |       |          |                                               |  |

|  | 19 oktober 1924 | Uruguay                                      | 5 – 0   | Chile | Parque Central, Montevideo                     |                                                |
|  |                 | Petrone 40′, 53′, 88′ Zingone 73′ Romano 78′ | (1 – 0) |       | Publik: 15 000 Domare: Eduardo Jara (Paraguay) | Publik: 15 000 Domare: Eduardo Jara (Paraguay) |
|  |                 |                                              |         |       | Publik: 15 000 Domare: Eduardo Jara (Paraguay) | Publik: 15 000 Domare: Eduardo Jara (Paraguay) |
|  |                 |                                              |         |       | Publik: 15 000 Domare: Eduardo Jara (Paraguay) | Publik: 15 000 Domare: Eduardo Jara (Paraguay) |

|  | 25 oktober 1924 | Argentina           | 2 – 0   | Chile | Parque Central, Montevideo                    |                                               |
|  |                 | Sosa 5′ Loyarte 78′ | (1 – 0) |       | Publik: 15 000 Domare: Angel Minoli (Uruguay) | Publik: 15 000 Domare: Angel Minoli (Uruguay) |
|  |                 |                     |         |       | Publik: 15 000 Domare: Angel Minoli (Uruguay) | Publik: 15 000 Domare: Angel Minoli (Uruguay) |
|  |                 |                     |         |       | Publik: 15 000 Domare: Angel Minoli (Uruguay) | Publik: 15 000 Domare: Angel Minoli (Uruguay) |

|  | 26 oktober 1924 | Uruguay                        | 3 – 1   | Paraguay | Parque Central, Montevideo                    |                                               |
|  |                 | Petrone 28′ Cea 66′ Romano 83′ | (1 – 1) | Rivas    | Publik: 14 000 Domare: Alberto Parodi (Chile) | Publik: 14 000 Domare: Alberto Parodi (Chile) |
|  |                 |                                |         |          | Publik: 14 000 Domare: Alberto Parodi (Chile) | Publik: 14 000 Domare: Alberto Parodi (Chile) |
|  |                 |                                |         |          | Publik: 14 000 Domare: Alberto Parodi (Chile) | Publik: 14 000 Domare: Alberto Parodi (Chile) |

|  | 1 november 1924 | Paraguay       | 3 – 1 | Chile    | Parque Central, Montevideo                       |                                                  |
|  |                 | I. López Rivas |       | Arellano | Publik: 1 000 Domare: Servando Pérez (Argentina) | Publik: 1 000 Domare: Servando Pérez (Argentina) |
|  |                 |                |       |          | Publik: 1 000 Domare: Servando Pérez (Argentina) | Publik: 1 000 Domare: Servando Pérez (Argentina) |
|  |                 |                |       |          | Publik: 1 000 Domare: Servando Pérez (Argentina) | Publik: 1 000 Domare: Servando Pérez (Argentina) |

|  | 2 november 1924 | Uruguay | 0 – 0 | Argentina | Parque Central, Montevideo                  |  |
|  |                 |         |       |           | Publik: 20 000 Domare: Carlos Fanta (Chile) |  |
|  |                 |         |       |           |                                             |  |
|  |                 |         |       |           |                                             |  |

## Målskyttar
4 mål
- Pedro Petrone

2 mål
- Ildefonso López
- Gerardo Rivas
- Ángel Romano

1 mål
- Gabino Sosa
- Juan Loyarte
- David Arellano
- Pedro Cea
- Pedro Zingone